# Eusebios von Myndos
Eusebios von Myndos war ein spätantiker Philosoph der neuplatonischen Richtung. Er lebte um die Mitte des 4. Jahrhunderts.

## Leben
Eusebios ist nur aus der Schrift Lebensbeschreibungen der Philosophen und der Sophisten bekannt, die Eunapios von Sardes verfasste. Eunapios war ein Schüler des Chrysanthios von Sardes, eines Studienkollegen des Eusebios.
Eusebios stammte aus der Stadt Myndos in Karien an der Südwestküste Kleinasiens; heute befindet sich dort die Ortschaft Gümüşlük. Über seine Familie und Kindheit ist nichts bekannt. Er studierte in Pergamon bei dem angesehenen neuplatonischen Philosophen Aidesios. Aidesios, ein Schüler des berühmten Neuplatonikers Iamblichos, hatte nach dessen Tod eine eigene Schule eröffnet. Zu Eusebios’ Studienkollegen in Pergamon gehörten neben Chrysanthios die Philosophen Maximos von Ephesos und Priskos.
Im Jahr 351 kam der spätere Kaiser Julian nach Pergamon, um bei Aidesios Unterricht zu erhalten. Nach einiger Zeit übertrug der bereits betagte Aidesios wegen seines fortgeschrittenen Alters die Aufgabe, Julian zu unterweisen, seinen Schülern. Da sich Maximos damals in Ephesos aufhielt und Priskos in Griechenland, wurden Eusebios und Chrysanthios die Lehrer des prominenten Philosophieschülers. Eusebios beeindruckte Julian mit seinen außergewöhnlichen didaktischen Fähigkeiten.
Im Unterschied zu den meisten damaligen Neuplatonikern lehnte Eusebios die religiösen Praktiken der Theurgie ab, mit denen man auf magische und rituelle Weise göttlichen Beistand erlangen, die Seele reinigen und eine Verbindung mit der Welt der Götter herstellen wollte. Er meinte, die Wirkungen der Magie und Theurgie seien nicht göttlichen Ursprungs, sondern durch materielle Kräfte erzeugte Sinnestäuschungen; dabei handle es sich um einen Irrweg, der nichts zur Reinigung der Seele beitrage, sondern in den Wahnsinn führe. Ebenso wie Plotin, der Begründer der neuplatonischen Richtung, und im Gegensatz zu Iamblichos war Eusebios der Überzeugung, der Aufstieg der Seele und ihre Heimkehr in die geistige Welt sei nicht durch äußerliche Handlungen im Rahmen der Kultpraxis zu bewerkstelligen, sondern nur durch eine rein geistige Reinigung, die mittels der Vernunft vollzogen werde, zu erreichen. Er meinte somit nicht auf göttliches Eingreifen angewiesen zu sein, sondern vertraute auf eine Fähigkeit der Seele zur Selbsterlösung durch philosophische Erkenntnis. Daher warnte Eusebios Julian vor seinem früheren Studienkollegen Maximos von Ephesos, der die Theurgie ins Zentrum seiner Bestrebungen stellte. Damit erreichte Eusebios jedoch das Gegenteil des Angestrebten; Julian brach seine Ausbildung in Pergamon ab und begab sich nach Ephesos zu Maximos, dessen Richtung er sich anschloss.
Über das spätere Schicksal des Eusebios ist nichts bekannt. Unbekannt ist auch, ob er Schriften verfasste. Unter dem Namen eines Eusebios sind bei Johannes Stobaios mehrere Moralsprüche (im ionischen Dialekt) überliefert, die von Daniel Wyttenbach und Friedrich Wilhelm August Mullach ohne zwingenden Grund dem Eusebios von Myndos zugeschrieben wurden. Eduard Zeller wies jedoch darauf hin, dass sich in diesen Moralsprüchen keine Spur von neuplatonischem Gedankengut findet, weshalb die Identifizierung dieser beiden Eusebioi allgemein abgelehnt wird.